# Gaston Virebent

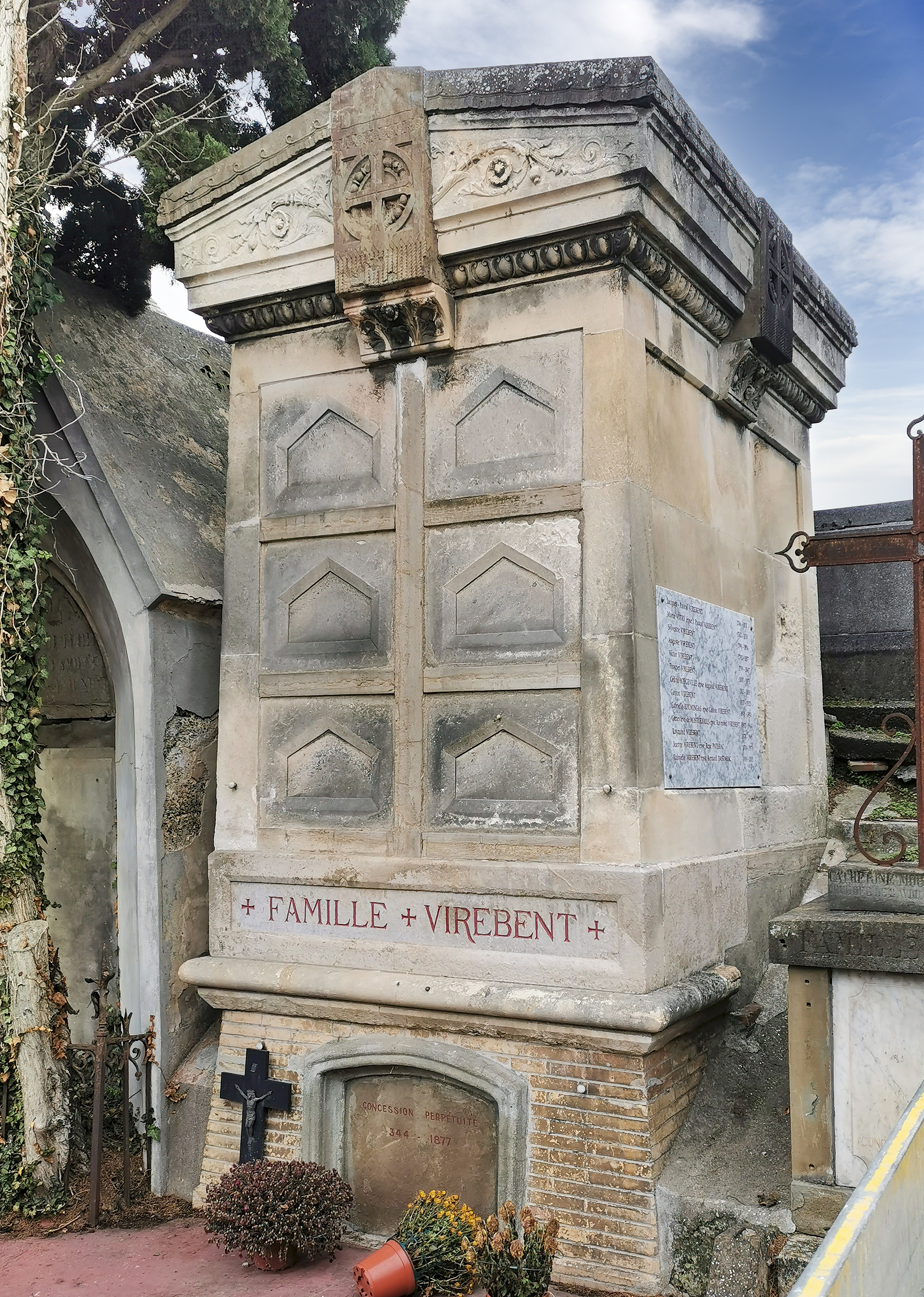
Sa tombe au cimetière de Terre-Cabade

Gaston Virebent (Toulouse, 27 juin 1837 - Launaguet, 6 mars 1925) était un graveur et céramiste toulousain.

## Biographie
Fils aîné de l'architecte Auguste Virebent et de Jeanne Céline Miegeville. Après des études à l'École des Beaux-Arts de Toulouse, il se forme à Paris chez l'ornemaniste Liénard et dans l'atelier de l'émailleur Joseph Devers.
Cette formation se poursuivit par un voyage en Italie dont il rapporta de nombreux carnets couverts de croquis où il puisera son inspiration tout au long de sa vie.
En 1869 il épousa Gabrielle Roumengas avec qui il eut 6 enfants dont deux fils : Raymond (1874-1965) et Henry (1880-1963) qui poursuivirent séparément l'œuvre paternelle. 
L'hôtel particulier où il résidait dans le quartier Saint-Cyprien est surnommé Hotel Virebent

## Travaux
Peu après le décès de son père (1857), Gaston Virebent reprit la manufacture de Miremont à Launaguet, qu'il dirige dès 1861, lui insufflant de nouvelles lignes directrices.
Décorateur et céramiste il donna sa préférence à la statuaire religieuse (avec l'aide du sculpteur Clerc) et au mobilier sacré (autel, chaire, baptistère...) Nombre d'églises du Sud de la France portent la marque des ateliers de Gaston Virebent :
- Tympan de Église Notre-Dame de la Dalbade
- Autel principal et de la Vierge Noire de la Basilique de la Daurade à Toulouse
- Église de Launaguet, et de Saint-Jean
- Calvaire de Verdelais

Mais aussi le tympan de l'église de Saint-Denis de la Réunion ou le décor de céramique de l'église Sainte-Clotilde à Paris.
Gaston Virebent dota aussi de rinceaux entremêlés de putti émaillés, inspirés de la Renaissance italienne, les châteaux de Villebrumier, Pibrac, Lavelanet. Ceux de Pompignan et Hinx virent leurs salles à manger lambrissées d'assiettes et de panneaux décoratifs de céramique bleue.
De son maître Lienard, il garda le goût pour les compositions éclectiques complexes lui permettant d'augmenter le catalogue de la manufacture de nombreux modèles de cheminées monumentales pittoresques. 
À sa mort en 1925, son fils Raymond reprit la manufacture, tandis qu'Henri fondait à Puy-l'Évêque une usine de céramique industrielle.

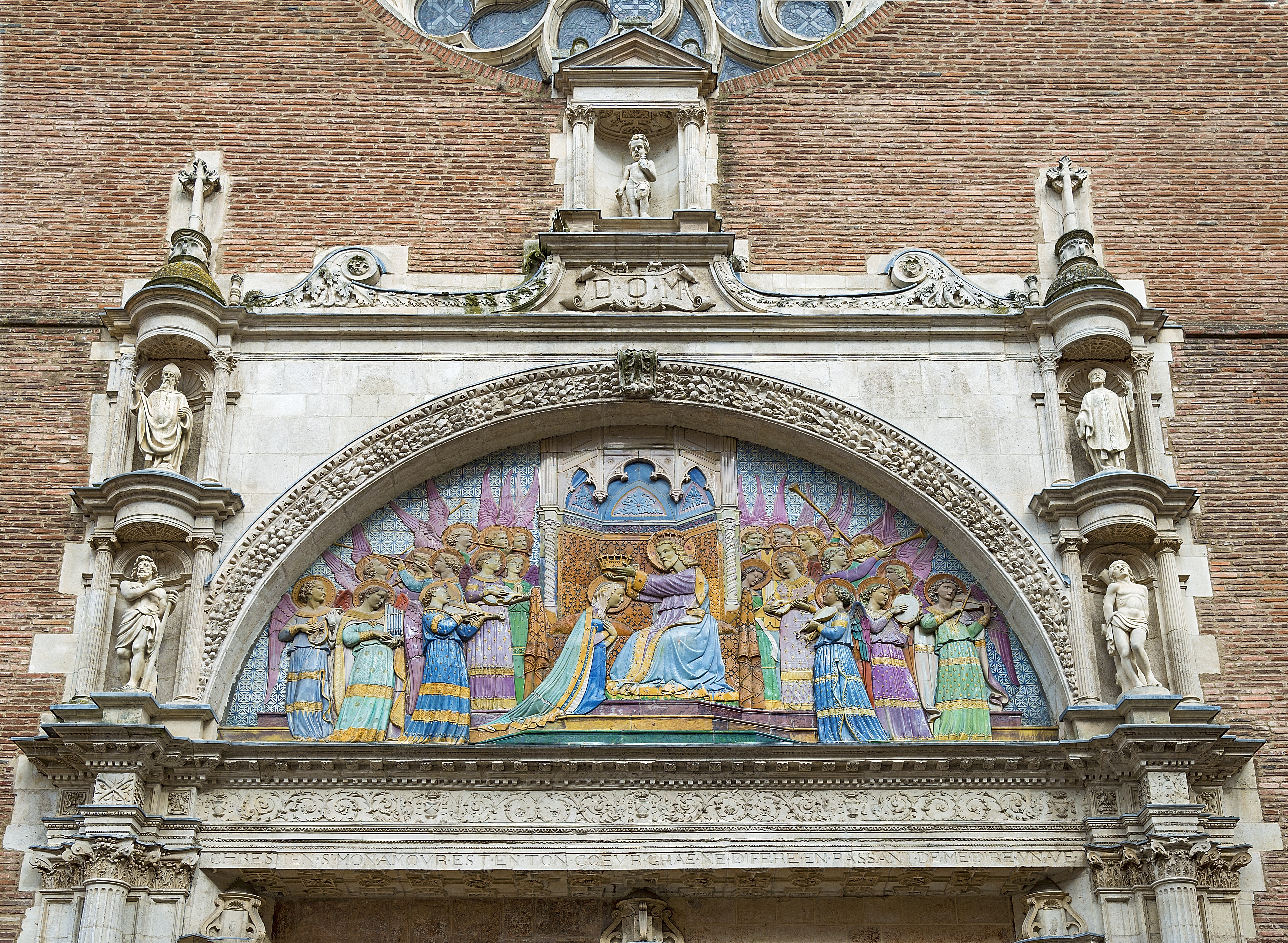
Tympan de Notre-Dame de la Dalbade - Toulouse
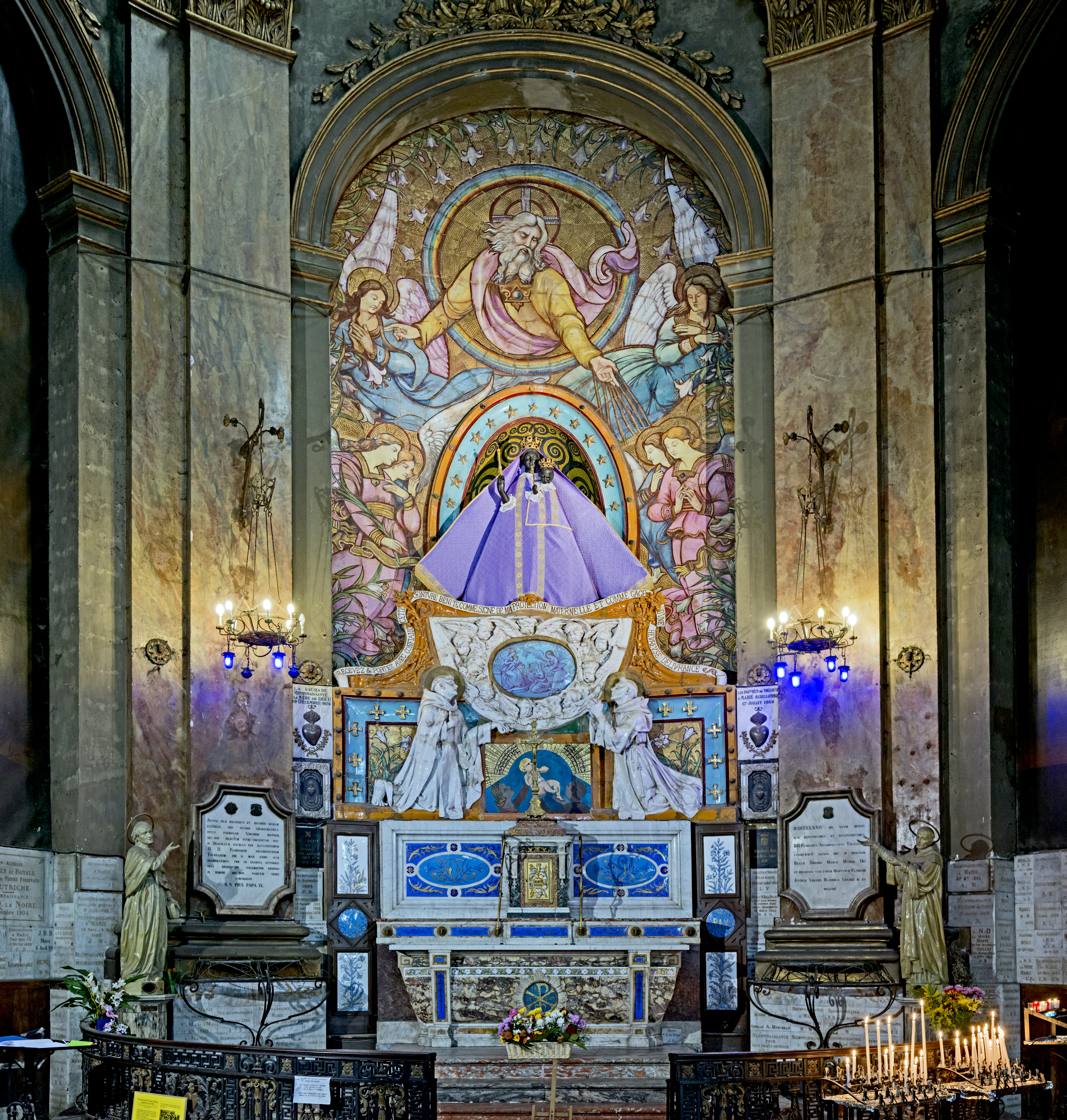
Autel de la Vierge Noire Basilique de la Daurade - Toulouse
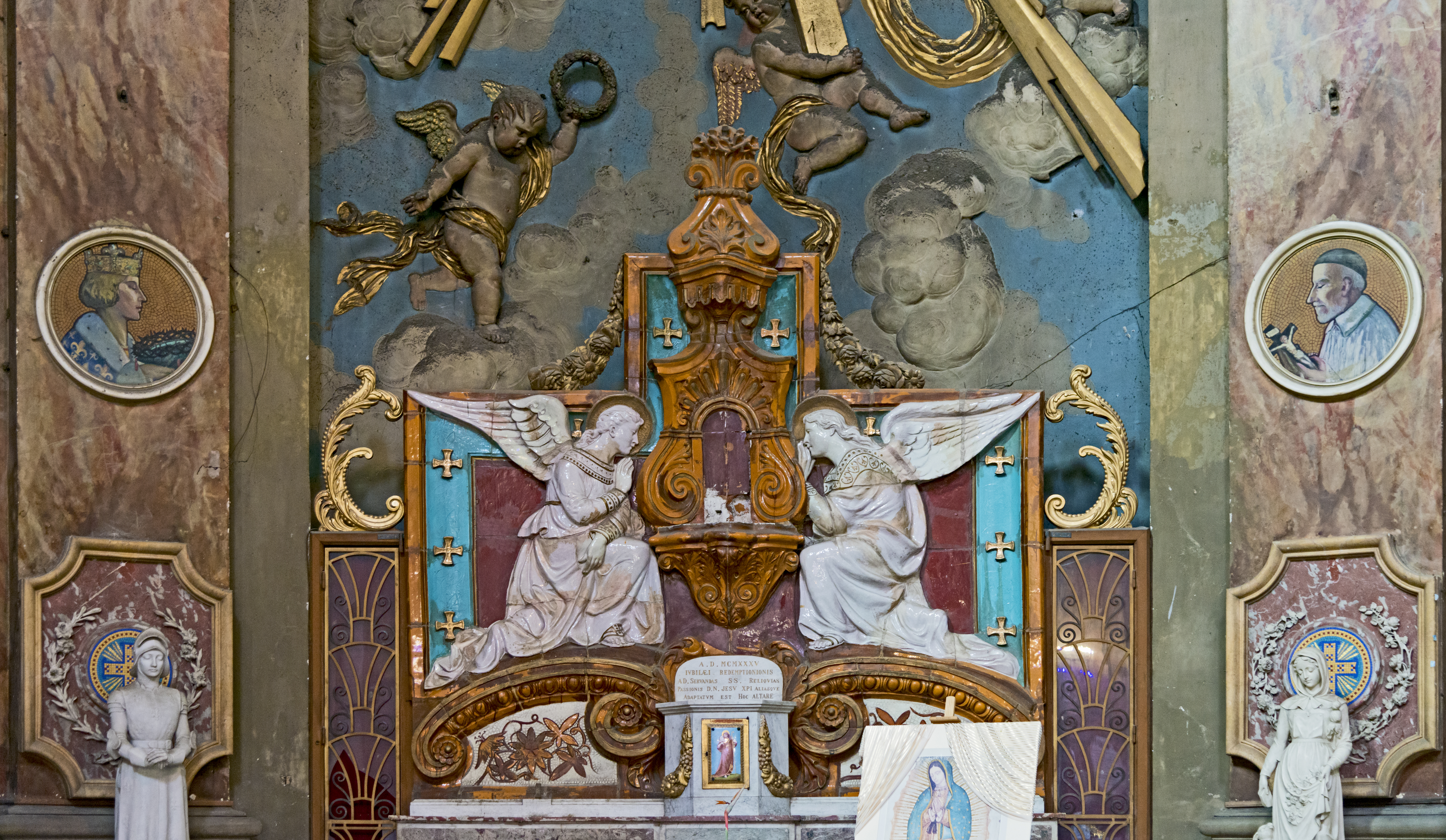
Les anges adorateur - Basilique de la Daurade -  Toulouse
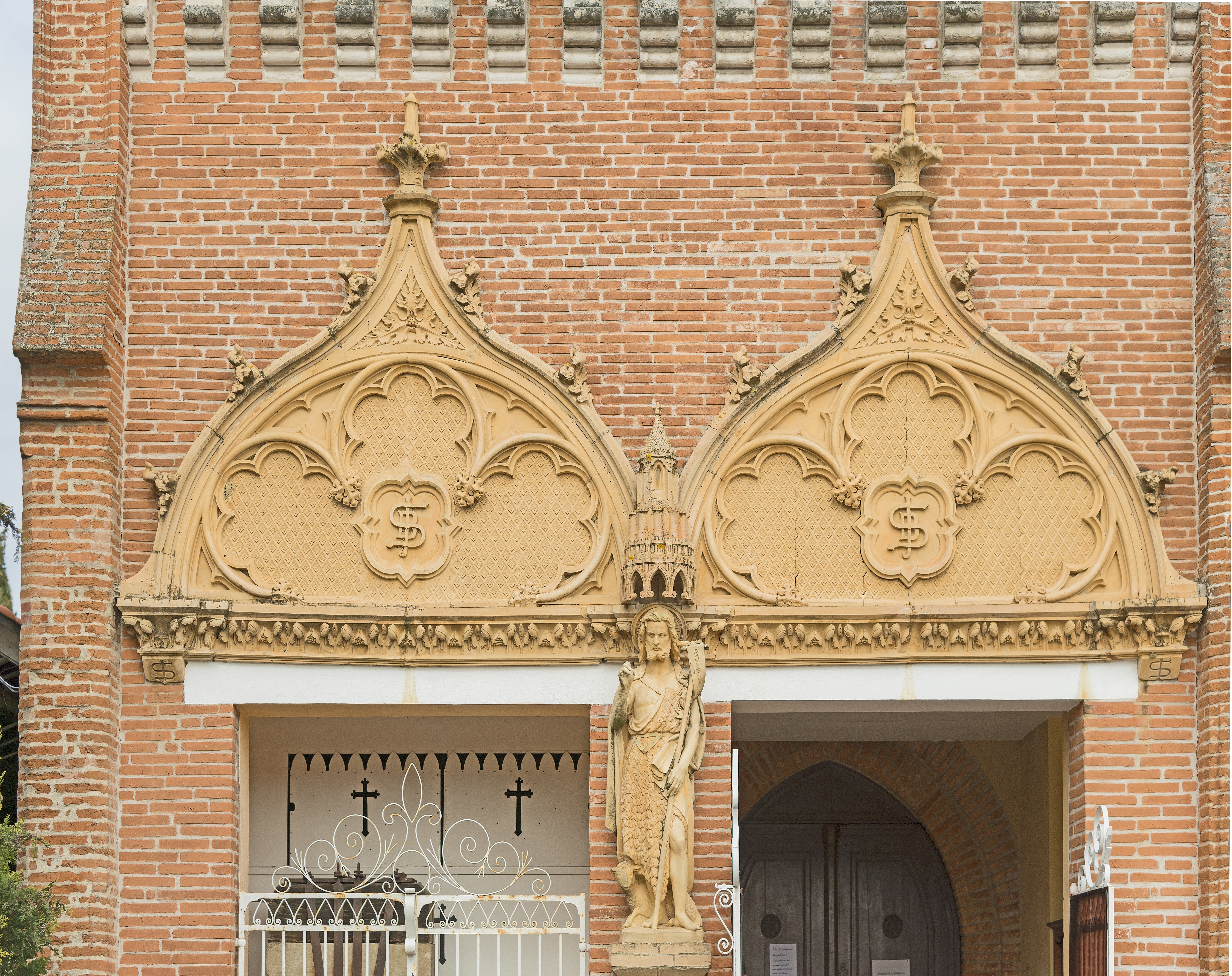
Le Poche de l'église de Saint-Jean
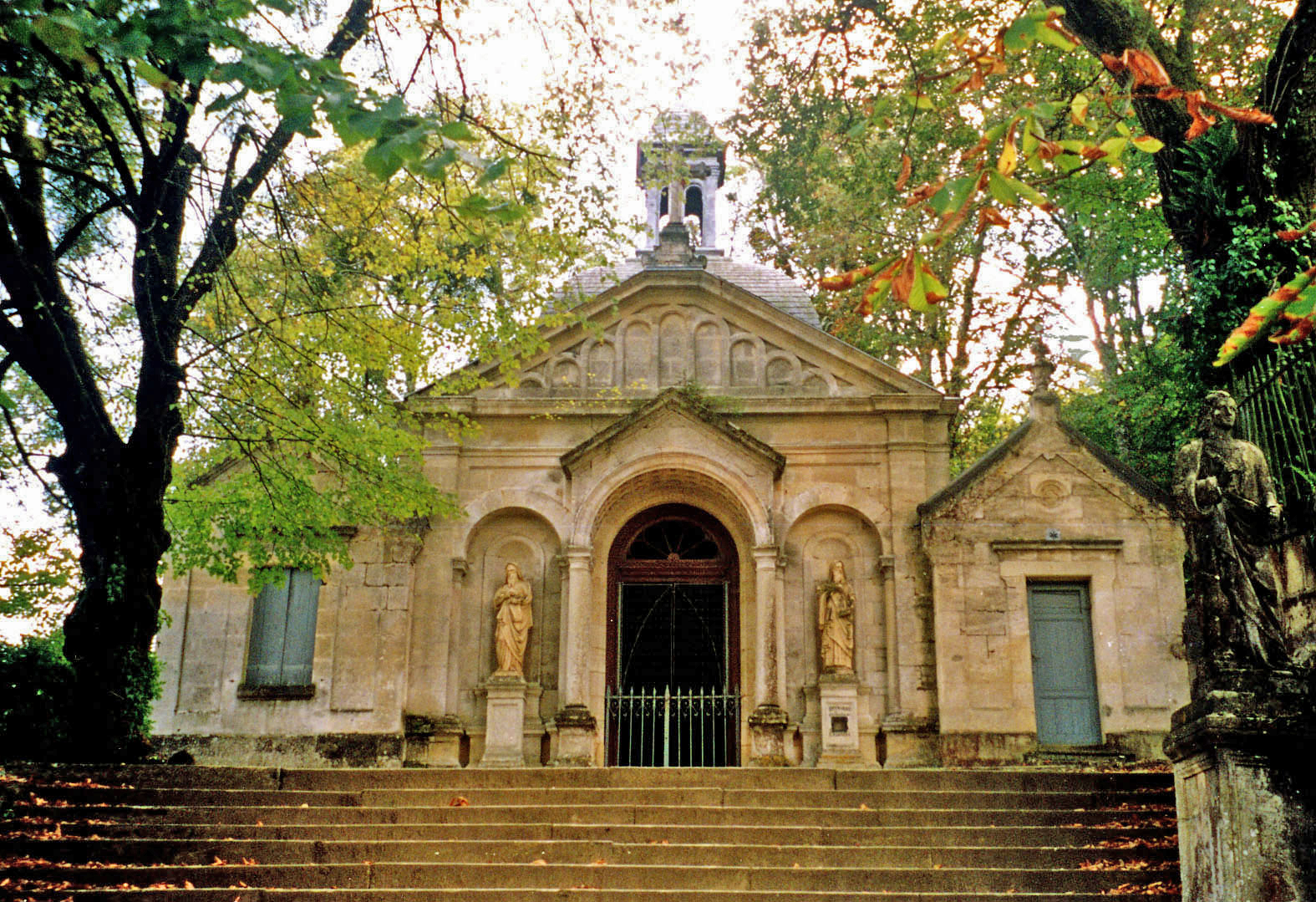
Chapelle de Verdelais
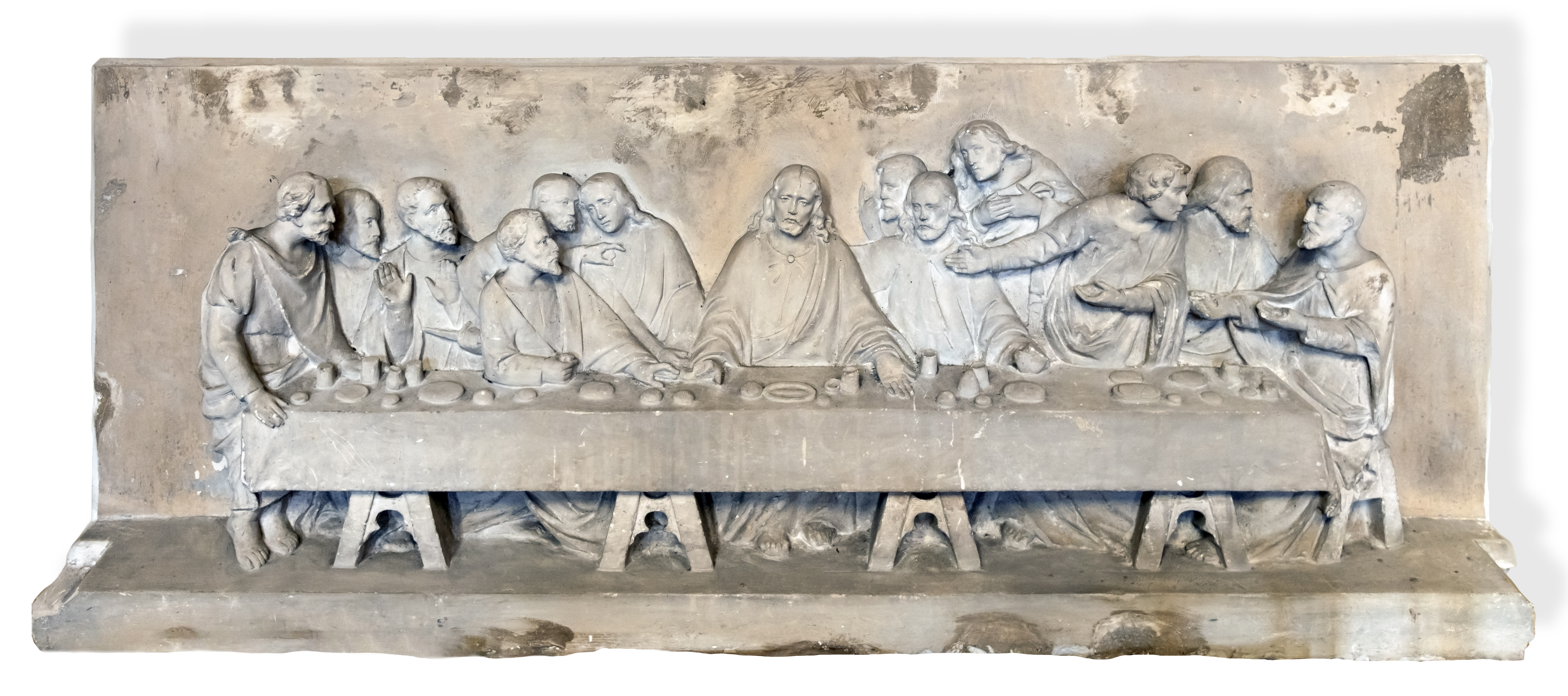
La Cène - Saint-Sulpice-la-Pointe